# Gubernia ołoniecka
Gubernia ołoniecka (ros. Олонецкая губерния) – jednostka administracyjna Imperium Rosyjskiego i RFSRR w północno-zachodniej Rosji Europejskiej, utworzona ukazem Katarzyny II 22 maja?/2 czerwca 1784 jako namiestnictwo ołonieckie, od 9 września?/21 września 1891 ukazem Aleksandra I przekształcone w gubernię. Stolicą guberni był Pietrozawodsk. Zlikwidowana w 1922.
Gubernia była położona pomiędzy 60°21′ a 65°16′ szerokości geograficznej północnej i 29°42′ a 41°57′ długości geograficznej wschodniej. Graniczyła od północy i północnego wschodu z gubernią archangielską, od południowego wschodu z gubernią wołogodzką, od południa z gubernią nowogrodzką i sankt-petersburską, na zachodzie z jeziorem Ładoga i Wielkim Księstwem Finlandii.
Powierzchnia guberni wynosiła w 1897 – 130 801 km², w początkach XX wieku była podzielona na 7 ujezdów.

## Demografia
Ludność, według spisu powszechnego 1897 – 364 156 osób – Rosjan (78,2%), Karelów (16,3%), Wepsów (4,4%) i Finów.

### Ludność w ujezdach według deklarowanego języka ojczystego 1897[1]
| Ujezd           | Rosjanie | Karelowie | Wepsowie | Finowie |
| --------------- | -------- | --------- | -------- | ------- |
| Gubernia ogółem | 78,2%    | 16,3%     | 4,4%     | …       |
| Wytiegrowski    | 98,5%    | …         | …        | …       |
| Kargopolski     | 99,8%    | …         | …        | …       |
| Łodiejnopolski  | 79,8%    | …         | 19,2%    | …       |
| Ołoniecki       | 27,0%    | 71,3%     | …        | 1,5%    |
| Pietrozawodski  | 67,1%    | 22,1%     | 9,1%     | 1,1%    |
| Powieniecki     | 49,4%    | 49,7%     | …        | …       |
| Pudoski         | 99,7%    | …         | …        | …       |

Zlikwidowana dekretem WCIK 18 września 1922. Obecnie terytorium historycznej guberni znajduje się w obrębie autonomicznej Republiki Karelii w składzie Federacji Rosyjskiej.